# Kwas 2-merkaptopropionowy
Kwas 2-merkaptopropionowy, kwas tiomlekowy – siarkoorganiczny związek chemiczny, alifatyczny kwas monokarboksylowy zawierający grupę tiolową przy 2. atomie węgla; siarkowy analog kwasu mlekowego. Jego izomerem jest kwas 3-merkaptopropionowy.
Jest to palna, bezbarwna lub jasnożółta ciecz o zapachu pieczonego mięsa lub zjełczałym, rozpuszczalna w wodzie, alkoholach, eterze i acetonie. Współczynnik załamania wynosi 1,4809.
Jest trujący przy spożyciu i średnio toksyczny poprzez inhalację. Ma działanie żrące i może powodować oparzenia. Jest także lakrymatorem.
Stosowany jest jako środek smakowy w żywności i lekach, przeciwutleniacz, środek depilacyjny oraz redukujący w kosmetyce, jak również w syntezie chemicznej.